# Bolken
Bolken är en ort och kommun i kantonen Solothurn, Schweiz. Kommunen hade 593 invånare (2023).